# Verunić
Verunić (olaszul: Verona) falu Horvátországban Zára megyében. Közigazgatásilag Salihoz tartozik. A helyi dialektusban a falura a „Verona” név használatos, a helyieket pedig verunke, illetve verunjaninak nevezik.

## Fekvése
Zárától légvonalban 30 km-re nyugatra, községközpontjától légvonalban 33 km-re, közúton 41 km-re északnyugatra a Dugi-sziget északnyugati részén, a Čuna-öbölben, Veli Rattal szemben fekszik. A Čuna-öblöt egy keskeny csatorna köti össze a jóval nagyobb Pantera-öböllel. A rendezett parton két kikötő található: a verunići mező földjeitől északra fekvő "Lokve" és keleten a Soline irányában fekvő "Lučica".

## Története
A falu területe a sziget többi részéhez hasonlóan Zárához tartozott, majd 1409-től a várossal együtt a Velencei Köztársaság része lett. A 18. század végén Napóleon megszüntette a Velencei Köztársaságot. Dugi otok 1797 és 1805 között Habsburg uralom alá került, majd az egész Dalmáciával együtt a Francia Császárság része lett. 1815-ben a bécsi kongresszus újra Ausztriának adta, amely a Dalmát Királyság részeként Zárából igazgatta 1918-ig. A településnek 1880-ban 77, 1910-ben 48 lakosa volt. Az első világháborút követően előbb a Szerb-Horvát-Szlovén Királyság, majd Jugoszlávia része lett. Az 1970-es évektől a több munkalehetőség miatt sok fiatal vándorolt ki, illetve költözött a nagyobb városokba. Sok verunići származású lakos él Zárán kívül Biograd na Morun, Splitben, Fiumén, Porečen, Zágrábban, külföldön pedig Németországban, Franciaországban, az Egyesült Államokban és Ausztráliában is. A falunak 2011-ben 40 lakosa volt, akik hagyományosan mezőgazdasággal, halászattal és újabban egyre inkább turizmussal foglalkoznak.

## Gazdasága
A közeli termékeny mezőn kerti kultúrnövényeket és olívabogyót termesztenek. A faluban két üzleti vállalkozás működik: az „Apartmani Gorgonia” és az „Api-Commerce” (mézfeldolgozó). A nyári turistaszezonban Sali község turisztikai irodájának helyi irodája is kinyit. Nyáron egy étterem (DiM) és az Apartmani Gorgonia vállalkozás boltja üzemel a településen.

## Lakosság
| Lakosság változása | Lakosság változása | Lakosság változása | Lakosság változása | Lakosság változása | Lakosság változása | Lakosság változása | Lakosság változása | Lakosság változása | Lakosság változása | Lakosság változása | Lakosság változása | Lakosság változása | Lakosság változása | Lakosság változása | Lakosság változása |
| ------------------ | ------------------ | ------------------ | ------------------ | ------------------ | ------------------ | ------------------ | ------------------ | ------------------ | ------------------ | ------------------ | ------------------ | ------------------ | ------------------ | ------------------ | ------------------ |
| 1857               | 1869               | 1880               | 1890               | 1900               | 1910               | 1921               | 1931               | 1948               | 1953               | 1961               | 1971               | 1981               | 1991               | 2001               | 2011               |
| 0                  | 0                  | 77                 | 49                 | 61                 | 48                 | 0                  | 103                | 99                 | 105                | 97                 | 80                 | 0                  | 0                  | 57                 | 40                 |

(1857-ben, 1869-ben, 1921-ben, 1981-ben és 1991-ben lakosságát Veli Rathoz számították.)

## Nevezetességei
- Kármelhegyi boldogasszony tiszteletére szentelt templomát 1697-ben építették. Mellette régi temető található.
- Védőszentjének ünnepén minden év július 16-án fesztivált tartanak.
- Közvetlen közelében fekszik festői a Sakarun-öböl, amelynek homokos strandja sok turistát vonz ide. Hosszúsága mintegy 800 méter, mélysége a parttól 250 méterre 3 és fél méter. Strandja kis gyermekes családoknak is kiválóan alkalmas.
- A Dugi-sziget északnyugati része Verunić-csal együtt védett tájképű terület, amelyet az indokol, hogy öbleivel, félszigeteivel, szorosaival és egyedülálló panorámájával a zárai szigetvilágnak ez az egyik legszebb és legérdekesebb része. Ehhez hozzájárul a jellegzetes mediterrán növényzet, macchiából és alacsony növésű fenyőfélékből álló bozótos, ligetes erdőségeivel. A tenger alatt is számos gázló és zátony található egyedülálló növény- és állatvilággal.

## Fordítás
- Ez a szócikk részben vagy egészben  a   Verunić című horvát Wikipédia-szócikk ezen változatának fordításán alapul.  Az eredeti cikk szerkesztőit annak laptörténete sorolja fel. Ez a jelzés csupán a megfogalmazás eredetét és a szerzői jogokat jelzi, nem szolgál a cikkben szereplő információk forrásmegjelöléseként.